# Chandler (månekrater)
 For alternative betydninger, se Chandler. (Se også artikler, som begynder med Chandler)
Chandler er et nedslagskrater på Månen. Det befinder sig på den nordlige halvkugle på Månens bagside og er opkaldt efter den amerikanske astronom Seth C. Chandler (1846 – 1913).
Navnet blev officielt tildelt af den Internationale Astronomiske Union (IAU) i 1970. 

## Omgivelser
Chandlerkrateret ligger sydøst for den store bjergomgivne slette D'Alembert og sydøst for det lidt mindre Chernyshevkrater.

## Karakteristika
Dette er et stærkt nedslidt og eroderet krater, som nu grundlæggende er en bred, irregulær forsænkning i den forrevne måneoverflade. Det lidt mindre, men lige så nedslidte krater "Chandler P" er forbundet med den ydre rand mod syd-sydvest. Mange små kratere ligger langs randen og den indre væg i Chandler, men den nordlige del af randen er næsten udslettet af et samling små nedslag. Der er også en nedslagskæde tværs over kratermidten, som har et dobbelt nedslag i den vestlige halvdel og en kæde med tre nedslag i den østlige. Resten af kraterbunden er noget irregulær med mange småkratere og et par små nedslagskratere nær den sydlige rand.

## Satellitkratere
De kratere, som kaldes satellitter, er små kratere beliggende i eller nær hovedkrateret. Deres dannelse er sædvanligvis sket uafhængigt af dette, men de får samme navn som hovedkrateret med tilføjelse af et stort bogstav. På kort over Månen er det en konvention at identificere dem ved at placere dette bogstav på den side af satellitkraterets midte, som ligger nærmest hovedkrateret. Chandlerkrateret har følgende satellitkratere:
| Chandler | Længde  | Bredde   | Diameter |
| -------- | ------- | -------- | -------- |
| G        | 43,3° N | 175,8° Ø | 33 km    |
| P        | 41,7° N | 170,3° Ø | 67 km    |
| Q        | 41,2° N | 169,2° Ø | 16 km    |
| U        | 45,5° N | 166,7° Ø | 14 km    |

## Måneatlas
- Billeder af Chandlerkrateret i LPI-måneatlasset